# Masters de Golfe
Masters de Golfe (em inglês The Masters Tournament) é um dos quatro principais campeonatos de golfe profissional chamados de Major. Agendado para a primeira semana completa de abril, o Masters é o primeiro Major do ano, e ao contrário dos outros, é sempre realizado no mesmo local, o Augusta National Golf Club, um campo privado no sudeste dos Estados Unidos, na cidade de Augusta, na Geórgia.
O Masters foi iniciado pelo famoso campeão amador Bobby Jones e pelo banqueiro de investimentos Clifford Roberts. Após seu grand slam em 1930, Jones adquiriu o antigo viveiro de plantas e co-desenhou Augusta National com o arquiteto de campos Alister MacKenzie. Jogado pela primeira vez em 1934, o torneio é um evento oficial com premiação em dinheiro no PGA Tour, no European Tour e no Japan Golf Tour. O campo dos jogadores é menor do que o dos outros grandes campeonatos, porque é um evento por convite, realizado pelo Augusta National Golf Club.
O torneio tem várias tradições. Desde 1949, uma jaqueta verde foi concedida ao campeão, que deve devolvê-la ao clube um ano após a sua vitória, embora permaneça como sua propriedade pessoal e seja armazenada com jaquetas de outros campeões em um vestiário especialmente designado. Na maioria dos casos, apenas um campeão pela primeira vez e atualmente reinante pode retirar sua jaqueta do recinto do clube. Um golfista que vence o evento várias vezes usa o mesmo casaco verde concedido em sua vitória inicial (a menos que ele precise ser re-equipado com uma nova jaqueta). O Jantar dos Campeões, inaugurado por Ben Hogan em 1952, é realizado na terça-feira antes de cada torneio, e está aberto apenas aos antigos campeões e a certos membros do conselho do Augusta National Golf Club. Começando em 1963, os jogadores de golfe lendários, geralmente campeões passados, fazem a primeira tacada do primeiro turno para começar o campeonato. Estes incluem ou já incluíram Fred McLeod, Jock Hutchinson, Gene Sarazen, Sam Snead, Nelson Byron, Arnold Palmer, Jack Nicklaus e Gary Player.
Nicklaus tem o maior número de vitórias do Masters, com seis entre 1963 e 1986. Tiger Woods ganhou cinco. Palmer ganhou quatro. Cinco venceram três títulos em Augusta: Jimmy Demaret, Sam Snead, Gary Player, Nick Faldo e Phil Mickelson. O campo do Augusta National abriu pela primeira vez em 1933 e foi modificado muitas vezes por diferentes arquitetos. Entre as mudanças estão: os greens foram remodelados e, ocasionalmente, totalmente reprojetados, bunkers foram adicionados, riscos de água foram estendidos, novas caixas de areia foram construídas, centenas de árvores foram plantadas e vários montes foram instalados.

## História
A ideia do torneio partiu dos projetistas do Augusta National Golf Club, Clifford Roberts e Bobby Jones. O clube foi inaugurado em 1933 e Jones queria fazer o curso de golfe mais difícil do país. A primeira competição, realizada em 1934 foi feita com os jogadores disputando os buracos de 10 a 18 e depois de 1 a 9. No ano seguinte o processo foi revertido e permanece assim até hoje.
O Augusta National Golf foi ajustado por diversas vezes ao longo dos anos. Em 1998, o curso tinha 6.925 m. Alguns outros ajustes posteriores trouxeram várias críticas, mas os jogadores mais competitivos defendem o curso. Os bilhetes para assistir o torneio Masters são elevados e difíceis de se conseguir. Alguns pedidos devem serem feitos com quase um ano de antecedência. Os ingressos para o torneio são vendidos somente para membros do clube em uma lista fechada. A partir de 2008 foi permitido aos pais levarem uma criança com idade entre 8-16 para ver o torneio de forma gratuita.

### Anos iniciais
O primeiro Torneio "Augusta National Invitational", como o Masters era originalmente conhecido, começou em 22 de março de 1934 e foi vencido por Horton Smith, que levou o primeiro prêmio de $ 1.500. O nome atual foi adotado em 1939. O primeiro torneio foi jogado com os buracos atuais do 10 ao 18 jogados como os primeiros nove, e de 1 a 9 como os segundos nove, então revertido permanentemente para seu layout atual para no torneio de 1935.
Inicialmente, o campo Augusta National Invitational era composto pelos associados próximos de Bobby Jones. Jones havia feito uma petição à USGA para realizar o Aberto dos Estados Unidos em Augusta, mas a USGA negou a petição, observando que os verões quentes da Geórgia criariam condições de jogo difíceis.
Gene Sarazen acertou o "tiro ouvido em todo o mundo" em 1935, acertando uma tacada do fairway no buraco 15 de par 5 conseguindo um albatroz. Isso empatou Sarazen com Craig Wood, e no playoff de 36 buracos que se seguiu, Sarazen foi o vencedor por cinco tacadas. O torneio não foi disputado de 1943 a 1945, devido à Segunda Guerra Mundial. Para ajudar no esforço de guerra, gado e perus foram criados nas terras do Augusta National.
Byron Nelson ganhou o primeiro de dois títulos de Masters em 1937. Jimmy Demaret venceu três vezes, assim como Sam Snead nas décadas de 1940 e 1950. Ben Hogan venceu o Masters de 1951 e 1953 e foi vice-campeão em quatro ocasiões.

### 1960-1970

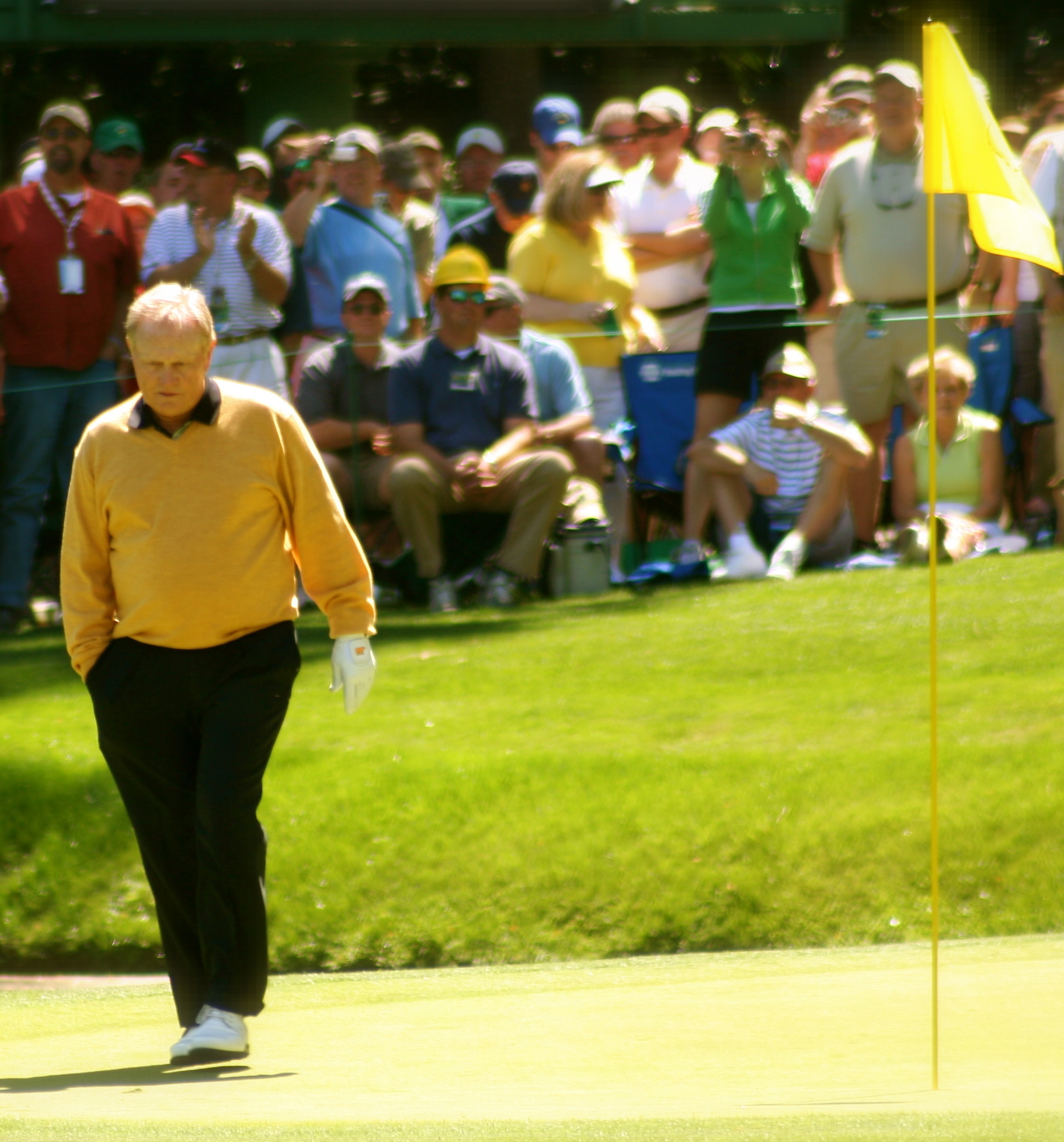
Jack Nicklaus em 2006.

Os intitulados "Três Grandes" Arnold Palmer, Gary Player e Jack Nicklaus dominaram o Masters de 1960 a 1978, vencendo o evento 11 vezes durante esse período. Depois de vencer por uma tacada em 1958, Palmer venceu por uma tacada novamente em 1960 em circunstâncias memoráveis. Atrás de Ken Venturi por uma tacada no evento de 1960, Palmer fez birdies nos últimos dois buracos para prevalecer. Palmer iria ganhar mais dois Masters em 1962 e 1964.
Jack Nicklaus surgiu no início dos anos de 1960 e serviu como rival do popular Palmer. Nicklaus ganhou sua primeira jaqueta verde em 1963, derrotando Tony Lema com uma tacada. Dois anos depois, atingiu um recorde de 271 (17 abaixo do par) para sua segunda vitória no Masters, levando Bobby Jones a dizer que Nicklaus jogou "um jogo com o qual não estou familiarizado". No ano seguinte, Nicklaus ganhou sua terceira jaqueta verde em uma exaustiva eliminatória de 18 buracos contra Tommy Jacobs e Gay Brewer. Isso fez de Nicklaus o primeiro jogador a vencer Masters consecutivos. Venceu novamente em 1972 por três tacadas. Em 1975, Nicklaus venceu por uma tacada em uma disputa acirrada com Tom Weiskopf e Johnny Miller em um dos Mestres mais emocionantes até hoje.
Gary Player se tornou o primeiro não americano a vencer o Masters em 1961, derrotando Palmer por uma tacada, quando Palmer fez um double-bogey no buraco final. Em 1974, venceu novamente por duas tacadas. Depois de não ganhar um torneio no US PGA Tour por quase quatro anos, e aos 42 anos, Player venceu seu terceiro e último Masters em 1978 por uma tacada contra três jogadores. O jogador atualmente compartilha (com Fred Couples) o recorde de sofrer 23 cortes consecutivos, e jogou em um recorde de 52 Masters.
Um final polêmico para o Masters ocorreu em 1968. O campeão argentino Roberto De Vicenzo assinou seu scorecard (atestado pelo parceiro Tommy Aaron) registrando incorretamente como fazendo um par 4 em vez de um birdie 3 no buraco 17 da rodada final. De acordo com as regras do golfe, se um jogador assinar um scorecard (atestando assim a sua veracidade) que registre uma pontuação em um buraco maior do que o que ele realmente fez no buraco, o jogador recebe a pontuação mais alta para aquele buraco. Essa tacada extra custou a De Vicenzo a chance de estar em um playoff de 18 buracos na segunda-feira com Bob Goalby, que ganhou a jaqueta verde. O erro de De Vicenzo levou à famosa citação: "Que estúpido eu sou." Em 1975, Lee Elder se tornou o primeiro afro-americano a jogar no Masters, 15 anos antes do Augusta National admitir seu primeiro membro negro, Ron Townsend, como resultado da Controvérsia de Shoal Creek.

### 1980-2000
Os não-americanos obtiveram 11 vitórias em 20 anos nas décadas de 1980 e 1990, de longe a corrida mais forte que tiveram em qualquer um dos três campeonatos disputados nos Estados Unidos desde os primeiros dias do Aberto dos Estados Unidos. O primeiro europeu a vencer o Masters foi Seve Ballesteros em 1980. Nicklaus se tornou o jogador mais velho a vencer o Masters em 1986 quando venceu pela sexta vez aos 46 anos.
Durante este período, nenhum jogador de golfe sofreu mais decepções no Masters do que Greg Norman. Em sua primeira aparição em Augusta em 1981, ele liderou durante os segundos nove, mas acabou terminando em quarto lugar. Em 1986, depois de fazer birdie nos buracos 14 a 17 e empatar com Nicklaus na liderança, ele acabou fazendo um bogey no 18 e ficou para trás. Em 1987, Norman perdeu um playoff de morte súbita quando Larry Mize acertou uma notável tacada de 45 jardas para fazer birdie no segundo buraco do playoff. Mize tornou-se assim o primeiro nativo de Augusta a vencer o Masters. Em 1996, Norman empatou o recorde do campo com uma rodada de abertura de 63 tacadas e tinha uma vantagem de seis tacadas sobre Nick Faldoentrar na rodada final. No entanto, ele fez 78 tacadas no último dia, enquanto Faldo, seu parceiro de jogo naquele dia, acertou 67 para vencer por cinco tacadas e conquistar seu terceiro campeonato de Masters. Norman também liderou o Masters de 1999 nos segundos nove da rodada final, apenas para vacilar novamente e terminar em terceiro atrás do vencedor José María Olazábal, que ganhou sua segunda jaqueta verde. Norman terminou entre os cinco primeiros no Masters oito vezes, mas nunca venceu.
O bicampeão Ben Crenshaw conquistou uma emocionante vitória no Masters em 1995, poucos dias após a morte de seu professor e mentor Harvey Penick. Depois de dar sua tacada final para vencer, ele desabou aos soluços no buraco e foi consolado e abraçado por seu caddie. Na entrevista pós-torneio, Crenshaw disse: "Eu tinha um 15º clube na minha bolsa", uma referência a Penick. (A referência do "15º clube" é baseada na regra do golfe que limita um jogador a carregar 14 tacos durante uma rodada.) Crenshaw venceu pela primeira vez em Augusta em 1984. Em 1997, Tiger Woods, com 21 anos, tornou-se o campeão mais jovem da história do Masters, vencendo por 12 tacadas com um par 270 de 18 abaixo do qual quebrou o recorde de 72 buracos de 32 anos. Em 2001, Woods completou seu "Tiger Slam" ao vencer seu quarto campeonato principal consecutivo no Masters por duas tacadas sobre David Duval. Venceu novamente no ano seguinte, tornando-se apenas o terceiro jogador da história (depois de Nicklaus e Faldo) a vencer o torneio em anos consecutivos, bem como em 2005, quando derrotou Chris DiMarco em um playoff por seu primeira vitória de um grande campeonato em quase três anos.
Em 2003, o Augusta National Golf Club foi alvo de Martha Burk, que organizou um protesto fracassado no Masters daquele ano para pressionar o clube a aceitar sócias mulheres. Burk planejava protestar nos portões da frente do Augusta National durante o terceiro dia do torneio, mas seu pedido de autorização foi negado. Uma apelação do tribunal foi rejeitada. Em 2004, Burk afirmou que ela não tinha mais planos de protestar contra o clube. O clube admitiu suas duas primeiras sócias, Condoleezza Rice e Darla Moore, em 2012.
Em 2003, Mike Weir se tornou o primeiro canadense a vencer um campeonato principal masculino e o primeiro canhoto a vencer o Masters ao derrotar Len Mattiace em um playoff. No ano seguinte, outro canhoto, Phil Mickelson, ganhou seu primeiro campeonato importante fazendo um birdie no buraco final para vencer Ernie Els por uma tacada. Mickelson também ganhou o torneio em 2006 e 2010. Em 2011, o desconhecido sul-africano Charl Schwartzel fez birdie nos quatro buracos finais para vencer por duas tacadas. Em 2012, Bubba Watson venceu o torneio no segundo buraco do playoff sobre Louis Oosthuizen. Em 2013 Adam Scott venceu o Masters em um playoff sobre o campeão de 2009, Ángel Cabrera, tornando-o o primeiro australiano a vencer o torneio. Watson venceu o Masters de 2014 por três tacadas sobre Jordan Spieth e Jonas Blixt, seu segundo título de Masters em três anos e o sexto para um canhoto em 12 anos. Em 2015, Spieth se tornaria o segundo vencedor mais jovem (atrás de Woods) em apenas seu segundo Masters, igualando o recorde de pontuação de 72 buracos de Woods. Em 2017, Sergio García venceu Justin Rose em um playoff por seu aguardado primeiro título importante. Em 2019, Tiger Woods conquistou seu quinto Masters, sua primeira vitória no Augusta National em 14 anos e seu primeiro título importante desde 2008.
O Torneio 2020 Masters, originalmente programado para ser disputado de 9 a 12 de abril, foi adiado para novembro devido a Pandemia de COVID-19.

## Curso

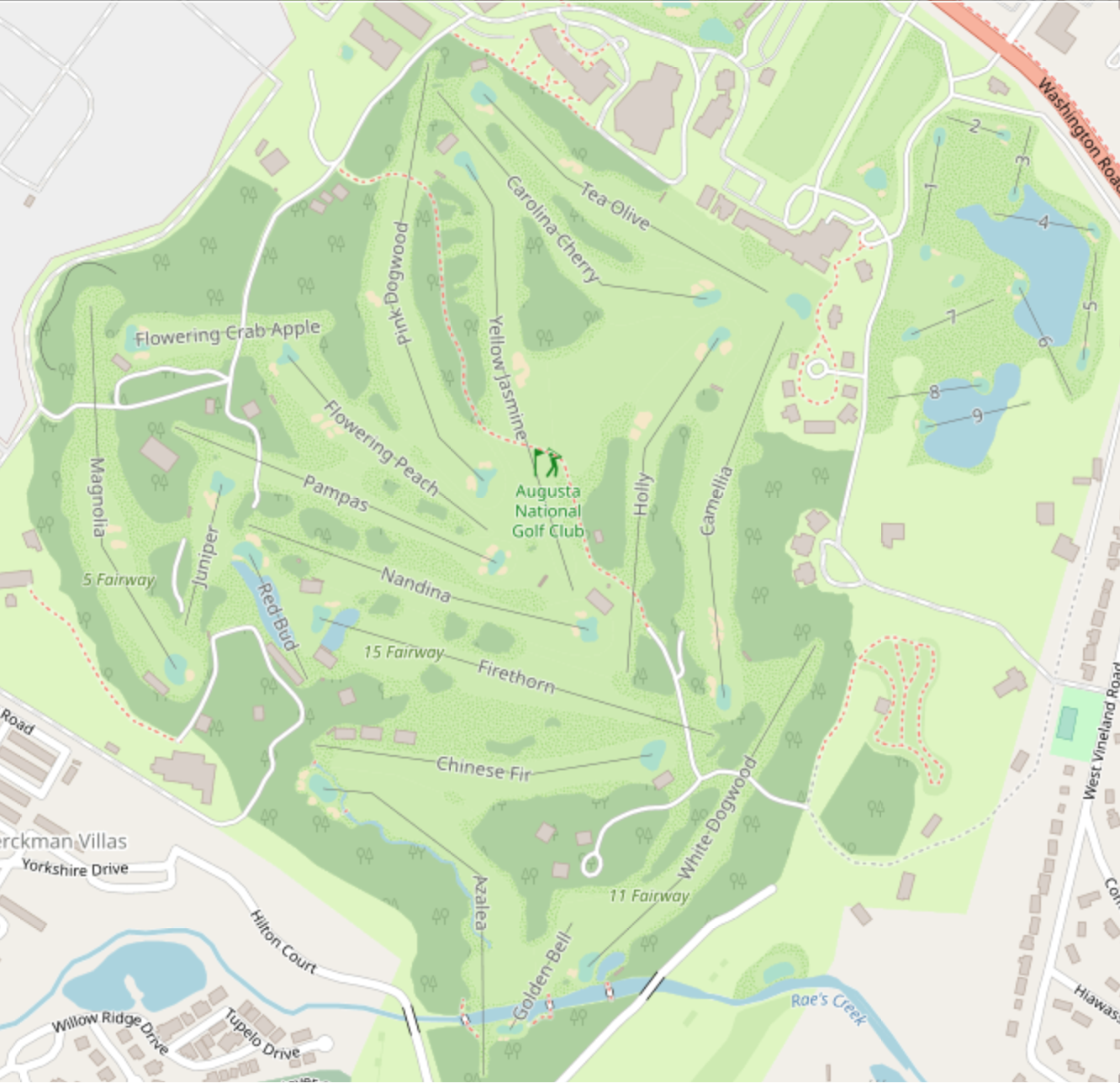
Layout do Augusta National Golf Club

O campo de golfe era antigamente um viveiro de plantas e cada buraco tem o nome da árvore ou arbusto ao qual foi associado.

O layout do curso em 2019:
| Buraco         | Nome                 | Jardas | Par    |               | Buraco        | Nome     | Jardas | Par |
| -------------- | -------------------- | ------ | ------ | ------------- | ------------- | -------- | ------ | --- |
| 1              | Tea Olive            | 445    | 4      |               | 10            | Camellia | 495    | 4   |
| 2              | Pink Dogwood         | 575    | 5      | 11            | White Dogwood | 505      | 4      |     |
| 3              | Flowering Peach      | 350    | 4      | 12            | Golden Bell   | 155      | 3      |     |
| 4              | Flowering Crab Apple | 240    | 3      | 13            | Azalea        | 510      | 5      |     |
| 5              | Magnolia             | 495    | 4      | 14            | Chinese Fir   | 440      | 4      |     |
| 6              | Juniper              | 180    | 3      | 15            | Firethorn     | 530      | 5      |     |
| 7              | Pampas               | 450    | 4      | 16            | Redbud        | 170      | 3      |     |
| 8              | Yellow Jasmine       | 570    | 5      | 17            | Nandina       | 440      | 4      |     |
| 9              | Carolina Cherry      | 460    | 4      | 18            | Holly         | 465      | 4      |     |
| Primeiros nove | Primeiros nove       | 3.765  | 36     | Segundos nove | Segundos nove | 3.710    | 36     |     |
| Fonte:         | Fonte:               | Fonte: | Fonte: | Fonte:        | Total         | Total    | 7.475  | 72  |

Duração do curso do Master no início de cada década:
| - 2020: 7 475 jardas (6 800 m) - 2010: 7 435 jardas (6 800 m) - 2000: 6 985 jardas (6 400 m) - 1990: 6 905 jardas (6 300 m) - 1980: 7 040 jardas (6 437 m) | - 1970: 6 980 jardas (6 383 m) - 1960: 6 980 jardas (6 383 m) - 1950: 6 900 jardas (6 309 m) - 1940: 6 800 jardas (6 218 m) |

O percurso foi estendido para 7 445 jardas (6 800 m) em 2006. O primeiro buraco foi reduzido em 10 jardas (9 m) em 2009. O quinto buraco foi alongado em 40 jardas (37 m) para 2019, resultando no comprimento atual de 7 475 jardas (6 800 m).

### Ajustes do curso
Tal como acontece com muitos outros cursos, a configuração do campeonato do Augusta National foi alongada nos últimos anos. Em 2001, o curso mediu 6.925 jardas (6.332 m) e foi estendido para 7.270 jardas (6.648 m) em 2002, e novamente em 2006 para 7.445 jardas (6.808 m); 520 jardas (475 m) a mais do que o curso de 2001. As mudanças atraíram muitos críticos, incluindo os jogadores de maior sucesso na história do Masters, Jack Nicklaus, Arnold Palmer, Gary Player e Tiger Woods. Woods afirmou que "os rebatedores mais curtos vão lutar". O presidente da Augusta National, Hootie Johnsonfoi se manteve imperturbável, afirmando: "Estamos confortáveis com o que estamos fazendo com o campo de golfe." Depois de uma rodada de treinos, Gary Player defendeu as mudanças, dizendo: "Houve muitas críticas, mas acho que injustamente, agora que eu joguei .... Os caras estão basicamente tendo que acertar as mesmas segundas tacadas que Jack Nicklaus teve que bater (em seu auge)".
Originalmente, a grama nos putting greens era bermuda de lâmina larga. Os greens perderam velocidade, especialmente durante o final da década de 1970, após a introdução de uma variedade mais saudável de grama bermudas de lâmina estreita, que prosperou e ficou mais espessa. Em 1978, os greens do campo de par 3 foram reconstruídos com agrostis, uma espécie de lâmina estreita que podia ser cortada mais curta, eliminando grãos. Após este teste, os greens do campo principal foram substituídos por agrostis a tempo do Masters de 1981. Os agrostis resultou em superfícies de colocação significativamente mais rápidas, o que exigiu uma redução em alguns dos contornos dos greens ao longo do tempo.
Pouco antes do torneio de 1975, a areia bege comum nos bunkers foi substituída pelo feldspato branco. É um derivado de quartzo da mineração de feldspato e é enviado da Carolina do Norte. Em 2019, o quinto buraco foi aumentado de 455 jardas para 495 jardas com dois novos bunkers abertos no lado esquerdo do fairway.

## Campeões
| Ano  | Campeão                                   | País                                      | Local                                     | Resultado                                 | Tacadas do par                            | Margem      |
| 2025 | Rory McIlroy                              | Irlanda do Norte                          | Augusta National Golf Club                | 277                                       | −11                                       | Playoff     |
| 2024 | Scottie Scheffler                         | Estados Unidos                            | Augusta National Golf Club                | 277                                       | -11                                       | 4           |
| 2023 | Jon Rahm                                  | Espanha                                   | Augusta National Golf Club                | 276                                       | -12                                       | 4           |
| 2022 | Scottie Scheffler                         | Estados Unidos                            | Augusta National Golf Club                | 278                                       | -10                                       | 3           |
| 2021 | Hideki Matsuyama                          | Estados Unidos                            | Augusta National Golf Club                | 278                                       | -10                                       | 1           |
| 2020 | Dustin Johnson                            | Estados Unidos                            | Augusta National Golf Club                | 268                                       | -20                                       | 5           |
| 2019 | Tiger Woods                               | Estados Unidos                            | Augusta National Golf Club                | 275                                       | -13                                       | 1           |
| 2018 | Patrick Reed                              | Estados Unidos                            | Augusta National Golf Club                | 273                                       | -15                                       | 1           |
| 2017 | Sergio García                             | Espanha                                   | Augusta National Golf Club                | 279                                       | -9                                        | Playoff     |
| 2016 | Danny Willett                             | Inglaterra                                | Augusta National Golf Club                | 283                                       | -5                                        | 3           |
| 2015 | Jordan Spieth                             | Estados Unidos                            | Augusta National Golf Club                | 270                                       | -18                                       | 4           |
| 2014 | Bubba Watson                              | Estados Unidos                            | Augusta National Golf Club                | 280                                       | -8                                        | 3           |
| 2013 | Adam Scott                                | Austrália                                 | Augusta National Golf Club                | 279                                       | -9                                        | Playoff (2) |
| 2012 | Bubba Watson                              | Estados Unidos                            | Augusta National Golf Club                | 278                                       | -10                                       | Playoff (2) |
| 2011 | Charl Schwartzel                          | África do Sul                             | Augusta National Golf Club                | 274                                       | -14                                       | 2           |
| 2010 | Phil Mickelson                            | Estados Unidos                            | Augusta National Golf Club                | 272                                       | -16                                       | 3           |
| 2009 | Ángel Cabrera                             | Argentina                                 | Augusta National Golf Club                | 276                                       | -12                                       | Playoff (3) |
| 2008 | Trevor Immelman                           | África do Sul                             | Augusta National Golf Club                | 280                                       | -8                                        | 3           |
| 2007 | Zach Johnson                              | Estados Unidos                            | Augusta National Golf Club                | 289                                       | +1                                        | 2           |
| 2006 | Phil Mickelson                            | Estados Unidos                            | Augusta National Golf Club                | 281                                       | -7                                        | 2           |
| 2005 | Tiger Woods                               | Estados Unidos                            | Augusta National Golf Club                | 276                                       | -12                                       | Playoff (2) |
| 2004 | Phil Mickelson                            | Estados Unidos                            | Augusta National Golf Club                | 279                                       | -9                                        | 1           |
| 2003 | Mike Weir                                 | Canadá                                    | Augusta National Golf Club                | 281                                       | -7                                        | Playoff (2) |
| 2002 | Tiger Woods                               | Estados Unidos                            | Augusta National Golf Club                | 276                                       | -12                                       | 3           |
| 2001 | Tiger Woods                               | Estados Unidos                            | Augusta National Golf Club                | 272                                       | -16                                       | 2           |
| 2000 | Vijay Singh                               | Fiji                                      | Augusta National Golf Club                | 278                                       | -10                                       | 3           |
| 1999 | José María Olazábal                       | Espanha                                   | Augusta National Golf Club                | 280                                       | -8                                        | 2           |
| 1998 | Mark O'Meara                              | Estados Unidos                            | Augusta National Golf Club                | 279                                       | -9                                        | 1           |
| 1997 | Tiger Woods                               | Estados Unidos                            | Augusta National Golf Club                | 270                                       | -18                                       | 12          |
| 1996 | Nick Faldo                                | Inglaterra                                | Augusta National Golf Club                | 276                                       | -12                                       | 5           |
| 1995 | Ben Crenshaw                              | Estados Unidos                            | Augusta National Golf Club                | 274                                       | -14                                       | 1           |
| 1994 | José María Olazábal                       | Espanha                                   | Augusta National Golf Club                | 279                                       | -9                                        | 2           |
| 1993 | Bernhard Langer                           | Alemanha                                  | Augusta National Golf Club                | 277                                       | -11                                       | 4           |
| 1992 | Fred Couples                              | Estados Unidos                            | Augusta National Golf Club                | 275                                       | -13                                       | 2           |
| 1991 | Ian Woosnam                               | País de Gales                             | Augusta National Golf Club                | 277                                       | -11                                       | 1           |
| 1990 | Nick Faldo                                | Inglaterra                                | Augusta National Golf Club                | 278                                       | -10                                       | Playoff (2) |
| 1989 | Nick Faldo                                | Inglaterra                                | Augusta National Golf Club                | 283                                       | -5                                        | Playoff (2) |
| 1988 | Sandy Lyle                                | Escócia                                   | Augusta National Golf Club                | 281                                       | -7                                        | 1           |
| 1987 | Larry Mize                                | Estados Unidos                            | Augusta National Golf Club                | 285                                       | -3                                        | Playoff (3) |
| 1986 | Jack Nicklaus                             | Estados Unidos                            | Augusta National Golf Club                | 279                                       | -9                                        | 1           |
| 1985 | Bernhard Langer                           | Alemanha                                  | Augusta National Golf Club                | 282                                       | -6                                        | 2           |
| 1984 | Ben Crenshaw                              | Estados Unidos                            | Augusta National Golf Club                | 277                                       | -11                                       | 2           |
| 1983 | Seve Ballesteros                          | Espanha                                   | Augusta National Golf Club                | 280                                       | -8                                        | 4           |
| 1982 | Craig Stadler                             | Estados Unidos                            | Augusta National Golf Club                | 284                                       | -4                                        | Playoff (2) |
| 1981 | Tom Watson                                | Estados Unidos                            | Augusta National Golf Club                | 280                                       | -8                                        | 2           |
| 1980 | Seve Ballesteros                          | Espanha                                   | Augusta National Golf Club                | 275                                       | -13                                       | 4           |
| 1979 | Fuzzy Zoeller                             | Estados Unidos                            | Augusta National Golf Club                | 280                                       | -8                                        | Playoff (3) |
| 1978 | Gary Player                               | África do Sul                             | Augusta National Golf Club                | 277                                       | -11                                       | 1           |
| 1977 | Tom Watson                                | Estados Unidos                            | Augusta National Golf Club                | 276                                       | -12                                       | 2           |
| 1976 | Raymond Floyd                             | Estados Unidos                            | Augusta National Golf Club                | 271                                       | -17                                       | 8           |
| 1975 | Jack Nicklaus                             | Estados Unidos                            | Augusta National Golf Club                | 276                                       | -12                                       | 1           |
| 1974 | Gary Player                               | África do Sul                             | Augusta National Golf Club                | 278                                       | -10                                       | 2           |
| 1973 | Tommy Aaron                               | Estados Unidos                            | Augusta National Golf Club                | 283                                       | -5                                        | 1           |
| 1972 | Jack Nicklaus                             | Estados Unidos                            | Augusta National Golf Club                | 286                                       | -2                                        | 3           |
| 1971 | Charles Coody                             | Estados Unidos                            | Augusta National Golf Club                | 279                                       | -9                                        | 2           |
| 1970 | Billy Casper                              | Estados Unidos                            | Augusta National Golf Club                | 279                                       | -9                                        | Playoff (2) |
| 1969 | George Archer                             | Estados Unidos                            | Augusta National Golf Club                | 281                                       | -7                                        | 1           |
| 1968 | Bob Goalby                                | Estados Unidos                            | Augusta National Golf Club                | 277                                       | -11                                       | 1           |
| 1967 | Gay Brewer                                | Estados Unidos                            | Augusta National Golf Club                | 280                                       | -8                                        | 1           |
| 1966 | Jack Nicklaus                             | Estados Unidos                            | Augusta National Golf Club                | 288                                       | E                                         | Playoff (3) |
| 1965 | Jack Nicklaus                             | Estados Unidos                            | Augusta National Golf Club                | 271                                       | -17                                       | 9           |
| 1964 | Arnold Palmer                             | Estados Unidos                            | Augusta National Golf Club                | 276                                       | -12                                       | 6           |
| 1963 | Jack Nicklaus                             | Estados Unidos                            | Augusta National Golf Club                | 286                                       | -2                                        | 1           |
| 1962 | Arnold Palmer                             | Estados Unidos                            | Augusta National Golf Club                | 280                                       | -8                                        | Playoff (3) |
| 1961 | Gary Player                               | África do Sul                             | Augusta National Golf Club                | 280                                       | -8                                        | 1           |
| 1960 | Arnold Palmer                             | Estados Unidos                            | Augusta National Golf Club                | 282                                       | -6                                        | 1           |
| 1959 | Art Wall, Jr.                             | Estados Unidos                            | Augusta National Golf Club                | 284                                       | -4                                        | 1           |
| 1958 | Arnold Palmer                             | Estados Unidos                            | Augusta National Golf Club                | 284                                       | -4                                        | 1           |
| 1957 | Doug Ford                                 | Estados Unidos                            | Augusta National Golf Club                | 283                                       | -5                                        | 3           |
| 1956 | Jack Burke, Jr.                           | Estados Unidos                            | Augusta National Golf Club                | 289                                       | +1                                        | 1           |
| 1955 | Cary Middlecoff                           | Estados Unidos                            | Augusta National Golf Club                | 279                                       | -9                                        | 7           |
| 1954 | Sam Snead                                 | Estados Unidos                            | Augusta National Golf Club                | 289                                       | +1                                        | Playoff (2) |
| 1953 | Ben Hogan                                 | Estados Unidos                            | Augusta National Golf Club                | 274                                       | -14                                       | 5           |
| 1952 | Sam Snead                                 | Estados Unidos                            | Augusta National Golf Club                | 286                                       | -2                                        | 4           |
| 1951 | Ben Hogan                                 | Estados Unidos                            | Augusta National Golf Club                | 280                                       | -8                                        | 2           |
| 1950 | Jimmy Demaret                             | Estados Unidos                            | Augusta National Golf Club                | 283                                       | -5                                        | 2           |
| 1949 | Sam Snead                                 | Estados Unidos                            | Augusta National Golf Club                | 282                                       | -6                                        | 3           |
| 1948 | Claude Harmon                             | Estados Unidos                            | Augusta National Golf Club                | 279                                       | -9                                        | 5           |
| 1947 | Jimmy Demaret                             | Estados Unidos                            | Augusta National Golf Club                | 281                                       | -7                                        | 2           |
| 1946 | Herman Keiser                             | Estados Unidos                            | Augusta National Golf Club                | 282                                       | -6                                        | 1           |
| 1945 | Cancelado devido a Segunda Guerra Mundial | Cancelado devido a Segunda Guerra Mundial | Cancelado devido a Segunda Guerra Mundial | Cancelado devido a Segunda Guerra Mundial | Cancelado devido a Segunda Guerra Mundial |             |
| 1944 | Cancelado devido a Segunda Guerra Mundial | Cancelado devido a Segunda Guerra Mundial | Cancelado devido a Segunda Guerra Mundial | Cancelado devido a Segunda Guerra Mundial | Cancelado devido a Segunda Guerra Mundial |             |
| 1943 | Cancelado devido a Segunda Guerra Mundial | Cancelado devido a Segunda Guerra Mundial | Cancelado devido a Segunda Guerra Mundial | Cancelado devido a Segunda Guerra Mundial | Cancelado devido a Segunda Guerra Mundial |             |
| 1942 | Byron Nelson                              | Estados Unidos                            | Augusta National Golf Club                | 280                                       | -8                                        | Playoff (2) |
| 1941 | Craig Wood                                | Estados Unidos                            | Augusta National Golf Club                | 280                                       | -8                                        | 3           |
| 1940 | Jimmy Demaret                             | Estados Unidos                            | Augusta National Golf Club                | 280                                       | -8                                        | 4           |
| 1939 | Ralph Guldahl                             | Estados Unidos                            | Augusta National Golf Club                | 279                                       | -9                                        | 1           |
| 1938 | Henry Picard                              | Estados Unidos                            | Augusta National Golf Club                | 285                                       | -3                                        | 2           |
| 1937 | Byron Nelson                              | Estados Unidos                            | Augusta National Golf Club                | 283                                       | -5                                        | 2           |
| 1936 | Horton Smith                              | Estados Unidos                            | Augusta National Golf Club                | 285                                       | -3                                        | 1           |
| 1935 | Gene Sarazen                              | Estados Unidos                            | Augusta National Golf Club                | 282                                       | -6                                        | Playoff (2) |
| 1934 | Horton Smith                              | Estados Unidos                            | Augusta National Golf Club                | 284                                       | -4                                        | 1           |

## Maiores vencedores

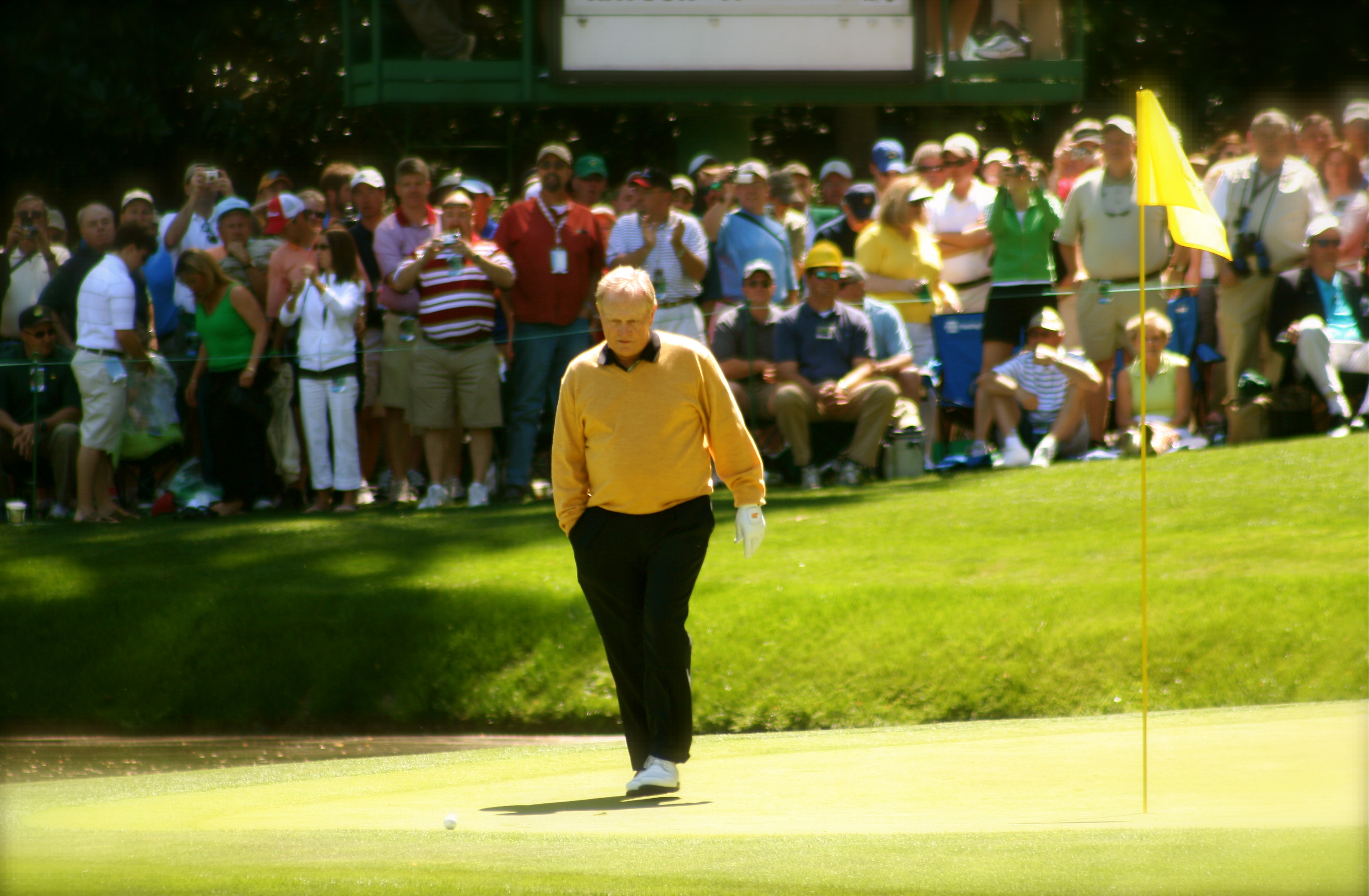
Jack Nicklaus no Masters de 2006

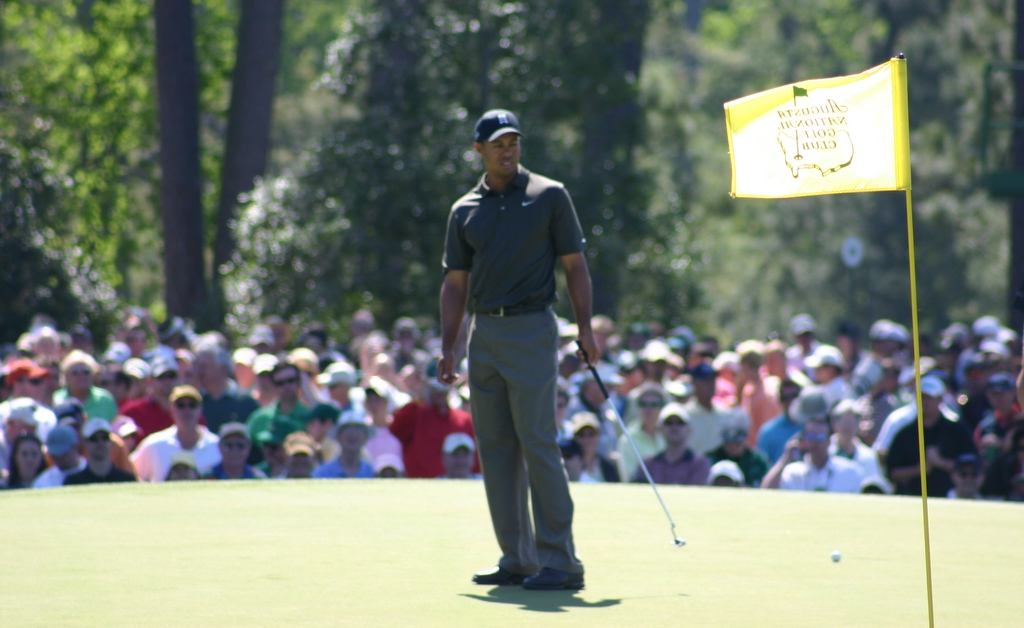
Tiger Woods no Masters de 2006

| Jogadores que mais venceram | Jogadores que mais venceram | Jogadores que mais venceram        |
| Golfista                    | Títulos                     | Anos                               |
| --------------------------- | --------------------------- | ---------------------------------- |
| Jack Nicklaus               | 6                           | 1963, 1965, 1966, 1972, 1975, 1986 |
| Tiger Woods                 | 5                           | 1997, 2001, 2002, 2005, 2019       |
| Arnold Palmer               | 4                           | 1958, 1960, 1962, 1964             |
| Jimmy Demaret               | 3                           | 1940, 1947, 1950                   |
| Sam Snead                   | 3                           | 1949, 1952, 1954                   |
| Gary Player                 | 3                           | 1961, 1974, 1978                   |
| Nick Faldo                  | 3                           | 1989, 1990, 1996                   |
| Phil Mickelson              | 3                           | 2004, 2006, 2010                   |
| Horton Smith                | 2                           | 1934, 1936                         |
| Byron Nelson                | 2                           | 1937, 1942                         |
| Ben Hogan                   | 2                           | 1951, 1953                         |
| Tom Watson                  | 2                           | 1977, 1981                         |
| Seve Ballesteros            | 2                           | 1980, 1983                         |
| Bernhard Langer             | 2                           | 1985, 1993                         |
| Ben Crenshaw                | 2                           | 1984, 1995                         |
| José María Olazábal         | 2                           | 1994, 1999                         |
| Bubba Watson                | 2                           | 2012, 2014                         |